# Неопластицизм
Неопластици́зм — течія в мистецтві Голландії 20 століття, що пропагує «чисту» геометризовану форму (в архітектурі, живописі та інших видах мистецтва). Це поняття було введене Пітом Мондрианом для визначення напряму в абстрактному мистецтві що проіснувало в 1917—1928 роках в Голландії і сполучало художників об'єднаних навколо журналу «De Stijl»